# 하늘초등학교
하늘초등학교는 대한민국 경기도 고양시 일산동구에 있는 공립 초등학교이다.

## 학교 연혁
- 2007년 9월 1일 개교
- 2007년 9월 1일 초대 한혜숙 교장 취임
- 2007년 9월 1일 6학급 편성(134명)
- 2008년 2월 15일 제1회 졸업식(43명)
- 2008년 3월 6일 병설유치원 개원(2학급 62명 입학)
- 2011년 9월 1일 제2대 최신영 교장 취임
- 2014년 2월 14일 제7회 졸업식(졸업생 수 90명 / 누계 597명)
- 2014년 3월 1일 25학급 편성(신입생 103명 / 총 650명)

## 사건
방학때 학교 건물 옆 골목에서 학생들이 불장난을 하는 것을 교장이 목격하였다